# Mark Schultz (Comicautor)
Mark Schultz (* 1955 in Philadelphia, Pennsylvania) ist ein US-amerikanischer Comicautor und -zeichner.

## Leben und Arbeit
Schultz, der in Pittsburgh aufwuchs, begann 1973 seine Ausbildung zum akademischen Maler an der Kutztown University in Pennsylvania. Nach dem erfolgreichen Abschluss seines Studiums 1977 mit dem Bachelor of Fine Arts begann Schultz als Zeichner für Werbegraphiken zu arbeiten.
In den frühen 1980er Jahren begann Schultz, der sich als künstlerische Vorbilder unter anderen auf die Autoren Edgar Rice Burroughs und Robert E. Howard, sowie die Zeichner Frank Frazetta, Alex Raymond, Wallace Wood, Roy Krenkel und Al Williamson beruft, für die damals aufkommende amerikanische Underground-Comicszene zu begeistern. 1982 wurde schließlich erstmals eine von Schultz mitgestaltete Comicgeschichte veröffentlicht: Die Story „The Sea King“, die von Val Semeiks gezeichnet und von Schultz als Tuschezeichner überarbeitet worden war, wurde als Backup-Story in das von Marvel Comics veröffentlichte Heft Savage Sword of Conan #132 eingebaut.
In der Folge gelang es Schultz sich ab 1987 mit der von ihm selbst erschaffenen und über weite Strecken gestalteten Reihe Xenozoic Tales (deutsch: „Jack Cadillac – Geschichten aus dem Xenozoikum“) einen Namen als Independent-Künstler zu machen. Die Xenozoic Tales, die von einer postapokalyptischen Welt handeln, in der Menschen mit diversen prähistorischen Lebewesen wie Sauriern koexistieren, erscheinen in loser Folge bis in die Gegenwart. Lange Pausen in der Veröffentlichungsfolge sind dabei vor allem Schultz’ langsamen Zeichentempo und seiner Detailversessenheit geschuldet. Der Fernsehsender CBS griff die Xenozoic Tales zu Beginn der 1990er als Prämisse für eine Fernsehserie auf, die 1993/1994 unter dem Titel Cadillacs und Dinosaurier erschien. Denis Kitchen, Schultz’ Agent und der Inhaber des Verlages Kitchen Sink Press, bei dem die Reihe erscheint, gibt an, dass die Xenozoic Tales bislang in acht Sprachen übersetzt worden sind.
In den 1990er und 2000er Jahren hat Schultz vor allem für die Verlage DC-Comics und Dark Horse Comics gearbeitet: Während er für DC zwischen 1999 und 2003 als Autor an der Serie Superman: Man of Steel arbeitete – wobei sein wichtigster künstlerischer Partner Zeichner Doug Mahnke war – während er für Dark Horse die in von einer Unterwasserzivilisation handelnde Reihe SubHuman entwickelte und an den Serien Aliens und Predator arbeitete. Für DC und Dark Horse zusammen schuf Schultz später das verlagsübergreifende Crossover Superman & Batman vs. Aliens & Predator. Hinzu kamen einige Arbeiten als Romanautor: So schrieb er einen Roman über DCs Superhelden Flash und legte eine Adaption seiner Xenozoic Tales vor.
2004 übernahm Schultz, der gegenwärtig zusammen mit seiner Frau Denis Prowell im Bergland des nordöstlichen Pennsylvanias lebt, die Autorenschaft für den traditionsreichen Comicstrip Prinz Eisenherz.

## Auszeichnungen
Schultz ist für seine Arbeit unter anderem mit fünf Harvey Awards, zwei Eisner Awards, einem Inkpot Award, einem Spectrum Award und drei Haxturs ausgezeichnet worden.